# 4952 Kibeshigemaro
A 4952 Kibeshigemaro (ideiglenes jelöléssel 1990 FC1) a Naprendszer kisbolygóövében található aszteroida. Szugie Acusi fedezte fel 1990. március 26-án.